# Молестовиці
Молестовиці (пол. Molestowice, нім. Mullwitz) — село в Польщі, у гміні Немодлін Опольського повіту Опольського воєводства.
Населення — 114 осіб (2011).

## Демографія
Демографічна структура станом на 31 березня 2011 року:
|          | Загалом | Допрацездатний вік | Працездатний вік | Постпрацездатний вік |
| -------- | ------- | ------------------ | ---------------- | -------------------- |
| Чоловіки | 58      | 12                 | 39               | 7                    |
| Жінки    | 56      | 9                  | 32               | 15                   |
| Разом    | 114     | 21                 | 71               | 22                   |